# كودي ستامان
كودي جيمس ستامان (بالإنجليزية: Cody James Staman؛ مواليد 9 نوفمبر 1989) هو مُقاتل فنون قتالية مختلطة أمريكي.

## وصلات خارجية
- كودي ستامان على موقع بوكس ريك (الإنجليزية) (registration required)
- كودي ستامان على موقع يو إف سي (الإنجليزية)
- كودي ستامان على موقع شيردوغ (الإنجليزية)
- كودي ستامان على موقع IMDb (الإنجليزية)